# Sri Aman (huyện)
Huyện Sri Aman là một huyện thuộc bang Sarawak của Malaysia. Huyện Sri Aman có dân số thời điểm năm 2010 ước tính khoảng 64905 người.